# El libro de oro
El libro de oro fue una publicación que circuló en el año 1868 en Venezuela, fue escrito por un General de división llamado Félix E. Bigotte y fue editado a la memoria del General Ezequiel Zamora. La publicación alcanzó una sola edición por carecer de documentación o bibliografía de apoyo pues, el interés del autor era dañar la memoria del Mariscal Juan Crisóstomo Falcón. El libro tuvo alguna aceptación por ser amarillista, fue editado en Caracas  en casa de su mismo autor apoyado por agentes que eran enemigos de la causa federalista.

## Contenido
El libro fue dividido en tres partes:
- Historia de la administración de Antonio Guzmán Blanco
- Historia de la conducta observada por Guzmán Blanco en la Administración de Hacienda Nacional
- Historial del empréstito de 1.500.000 libras esterlinas en el año 1864.

El autor quería destacar que el Mariscal Juan Crisóstomo Falcón había mandado a asesinar al General Ezequiel Zamora por haber demostrado más inteligencia, heroicidad y orden en las batallas que se dieron antes y luego de la Batalla de Santa Inés hasta San Carlos en que del propio rifle del General Falcón salió la bala que le asesinó.
Aunque el libro fue aplaudido por los historiadores centralistas no pudo seguir editándose ya que Bigotte no presentó ninguna prueba sobre el supuesto autor intelectual del asesinato de Zamora. A raíz de este hecho, el General Bigotte en un acto tribunalicio público y bochornoso tuvo que retractarse de las acusaciones. 